# Nick Kennedy
Pour les articles homonymes, voir Kennedy.

a Compétitions nationales et continentales officielles uniquement.

b Matchs officiels uniquement.
Dernière mise à jour le 7 novembre 2024.
Nick Kennedy, né le 19 août 1981 à Southampton (Angleterre), est un joueur international anglais de rugby à XV. Il a joué pour les clubs des London Irish, du RC Toulon et des Harlequins. Après sa carrière de joueur, il est l'entraîneur de son ancien club des London Irish de 2016 à 2018.

## Carrière

### En club
Nick Kennedy commence sa carrière professionnelle avec les London Irish en championnat anglais, représentant le club pendant plus d'une décennie.
En 2012, il s'engage avec le RC Toulon, avec qui il remporte la Coupe d'Europe,.
Après une unique saison en France, il retourne en Angleterre en 2013, rejoignant les Harlequins. Il met un terme à sa carrière de joueur en mai 2014, et fait son retour aux London Irish en tant qu'entraîneur au sein du centre de formation.
En 2016, il devient "directeur du rugby" pour le club londonien. Il quitte son poste en mars 2018.

### En équipe nationale
Il a honoré sa première cape internationale en équipe d'Angleterre le 8 novembre 2008 contre l'équipe des Pacific Islanders.

## Palmarès

### En club
- Vainqueur de la Coupe d'Europe avec le RC Toulon : 2013
- Finaliste du Top 14 avec le RC Toulon : 2013

### En équipe nationale
- 7 sélections avec l'équipe d'Angleterre
- 1 essai (5 points)
- Sélections par année : 2 en 2008, 5 en 2009
- Tournoi des Six Nations disputé : 2009